# Mass Effect: Обман
«Mass Effect: Обман» (англ. Mass Effect: Deception) — науково-фантастичний роман Вільяма Корі Дітца, супутній до серії відеоігор Mass Effect. Був виданий 31 січня 2012 року.
Продовжує сюжет попередніх романів серії «Mass Effect», але на відміну від попередників отримав різку критику. Події роману зображають кілька переплетених між собою сюжетних ліній. Джилліан Грейсон, найсильніша з людських біотиків, стає на непевний шлях, почавши самостійне життя. Калі Сандерс і Девід Андерсон пробують повернути її та знайти зниклого біотика Ніка. Привид тим часом посилає свого агента Кая Ленґа повернути тіло Пола Грейсона і усунути непідконтрольну йому Джилліан.

## Сюжет
Асасин «Цербера» Кай Ленґ за завданням Привида прибуває до міста Тонду на рідній планеті батаріанців Кар'шан, щоб добути з аукціону зразок біологічної зброї. Особливістю зброї є те, що вона налаштована на єдину людину — Привида. Добувши зразок, він тікає, чим убезпечує свого керівника.
На «Цитаделі» Пол Андерсон, Калі Сандерс і хлопчиком Ніком Донаху обговорюється з Радою Цитаделі напад Пола Грейсона на Гріссомівську академію. Вони розповідають, що тіло Грейсона було змінене Женцями і перетворене на маріонетку, та Рада не вірить, списуючи напад на виконання тим завдання «Цербера». Навіть демонстрація тіла Пола не переконує змінити їхню думку. Після доповіді Нік зникає і його пошуки не увінчуються успіхом. Його розшукують навіть в морзі, але марно. Місцевий волус радить їм звернутися до саларіанця і туріанця, з якими бачив зниклого раніше. Однак їхні адреси виявляються вигаданими і Пол з Калі розуміють, що з Ніком щось сталося.
Кай зустрічається з Привидом на покинутій шахтарській колонії. Той наказує Ленґу вирушити на «Цитадель», викрасти тіло Грейсона і прослідкувати за Полом і Калі, які надто цікавляться діяльністю «Цербера».
Десь в космосі батаріанський рабовласницький корабель «Слава Кар'шану» атакує кваріанське судно «Іденна». На борту останнього перебувають Джилліан Грейсон і Генель Мітра. Коли батаріанці беруть корабель на абордаж, Джилліан з Генделем допомагають оборонитися від нападників. Завдяки їм кваріанці переходять у наступ і звільняють рабів. Одним з них виявляється Гал МакКенн, один з оперативників «Цербера», що перебував на станції, де над Полом Грейсоном здійснювалися експерименти. Він розповідає це Джилліан, дочці Грейсона, і вказує, що деталі про вбивцю можна відшукати на «Цитаделі». Джилліан приймає командування «Славою Кар'шану» і вирушає на пошуки вбивці. Проте її плани виявляються надто наївними — по прибуттю на «Цитадель» корабель опиняється в карантині.
Тим часом Кай Ленґ доповідає Привиду, що Гал живий. Вирушивши на пошуки оперативника, Ленґ думає вбити його і настигає жертву в туалеті. Кай після несподіваної відсічі все ж вбиває Гала і відправляє тіло Пола з судової лабораторії до свого керівника. Джилліан же, відчувши свободу, забирає батаріанські скарби і сходить на Цитаделі, де вдосконалює свої імплантати і відлітає на криміналізовану станцію «Омега». Заразом вона сподівається розшукати вбивцю батька, а Ленґ вирушає слідом.
В той час Нік приєднується до бандитів і бере участь в пограбування банку Арії Т'Лок. Повернувшись з похоронів своєї дочки на Тессії, Арія розгнівана інцидентом. Вона допитує кількох полонених грабіжників, після чого відпускає їх. Коли у Джилліан закінчуються гроші, вони іде за допомогою до Арії, але зіткнувшись з її охороною, змушена битися, демонструючи величезну силу. Це помічає Кай, котрий пробує застрелити дівчину, але промахується.
Андерсон, Калі та Гендель прибувають на «Омегу». Звернувшись у службу новин, вони отримують відеозапис, де зафіксовано Джилліан. Коли вони отримують відомості про «Підпілля біотиків» і починають підозрювати, що воно причетне до зникнення Ніка. Підпілля ж в особі Корі Кім виходить на Джилліан, а Андерсон обговорює останні події з Арією Т'Лок. Джилліан розкриває плани «Підпілля біотиків» захопити владу над «Омегою», а потім і «Цитаделлю».
Кай Ленґ сам стає об'єктом переслідувань, коли «Підпілля біотиків» вирішує його вбити. Асасин потрапляє в пастку, де його присипляють і вимагають з Привида грошей. Гендель в пошуках Ніка потрапляє в перестрілку з бійцями Арії та обоє отримують смертельні поранення. Коли «Цербер» починає обмін, Кай влаштовує втечу. Він користується самовпевненістю біотиків, влаштовує бійку і попередньо заточеною зубною щіткою ранить Джилліан. «Підпілля біотиків» тікає, втративши найсильнішого свого члена. Андерсон прибігає на місце, але Джилліан тільки встигає попередити, що «Цербер» створює армію і помирає.
Калі з Андерсоном повертаються на «Цитадель» з інформацією, яку встигла зібрати Джилліан. Але вони не переконують Раду повірити ні в реальність Женців, ні в зростання небезпеки «Цербера». Не домігшись нічого, Калі та Андерсон відбувають на Іден Прайм, де ховають тіла Джилліан, Ніка та Генедля.

## Оцінки і відгуки
«Mass Effect: Обман» отримав різке несхвалення читачів і критиків за грубі помилки в описах всесвіту, які суперечать іншим творам серії, та різку зміну характерів персонажів. Журнал «Игромания» оцінив твір у 1 бал з 5 із зауваженням: «Вражає кількість помилок, допущених Дітцом. Вони стосуються буквально всього — від опису архітектури „Цитаделі“ до біографій персонажів». Читачі склали детальний перелік помилок, грубих і незначних, кількість яких складає десятки. BioWare у відповідь подякували читачам за збір помилок і пообіцяли виправити їх у перевиданні книги.